# Прекорница
Прекорница е планински масив в Черна гора, намиращ се на север от Подгорица и на юг от Морача планина. Тя е част от Динарите.
Най-високият ѝ връх е Кула, който се издига на 1927 m над морското равнище.
Прекорница е граница между Зетската котловина, припадаща исторически към т.нар. Стара Черна гора, и областта Бърда на север.